# Tendouck
Tendouck est un village du Sénégal situé en Basse-Casamance, en bordure des multiples bras du fleuve Casamance, à presque égale distance (30 km) de Bignona (par la route) et de Ziguinchor (par voie fluviale). Il fait partie de la communauté rurale de Mangagoulack. C'est le chef-lieu de l'arrondissement de Tendouck, dans le département de Bignona et la région de Ziguinchor.

## Géographie
Le village est limité à l'Ouest par la mangrove et les palétuviers Rhizhofora, à l'Est par la forêt classée de Tendouck, au Nord et au Sud par de vastes étendues de terres inondées pendant la saison des pluies et propices à la riziculture.
De par sa situation géographique, Tendouck est un carrefour important où convergent les principales routes de l'arrondissement (Tendouck-Thionck-Essyl, Kagnobon, Djimande, Bagaya, Diatock, Elana). La voie fluviale permet également d'atteindre Ziguinchor dans de bonnes conditions.
Le village où vivent en parfaite harmonie musulmans, chrétiens et adeptes de la religion traditionnelle, compte, traditionnellement, quatre quartiers : Bourombone, Enébané, Djirkitang et Djibiack.

## Population
Lors du dernier recensement (2002), la localité comptait 2 023 habitants et 282 ménages. 

## Économie
C'est un village d'agriculteurs (riz, mil, maïs, patate douce, haricots, mangues, orange, bananes,... mais aussi de pêcheurs (carpes, mulets, cobo, capitaines...) et d'éleveurs (volaille, bœufs, moutons, chèvres...) avec des potentialités en ressources naturelles diverses : apiculture, mangrove et produits halieutiques, ressources forestières.

## Infrastructures
Tendouck abrite une Sous-préfecture (1960), un Centre d'Expansion Rural Polyvalent (CERP 1960) de 9 agents, une École primaire de 12 classes (1945), un dispensaire (1978), une maternité (1982), un Foyer des jeunes (1967, reconstruit en 1987), une centrale électrique (1984), ue forage (1991), un poste de relais téléphonique (1990), un marché, un débarcadère, une gare routière, une école arabe, une Grande mosquée, une église, un lieu de culte ancestral (Grand Baquine), des boutiques, trois moulins (riz et mil), trois jardins de Groupements féminins.

## Associations
- L'Union des Associations des Jeunes de Tendouck (UAJT) qui regroupe tous les jeunes de Tendouck, de l'intérieur comme de la diaspora. Son but est de contribuer à l'émancipation sociale des jeunes.
- Le Groupement Féminin de Tendouck qui regroupe les femmes et vise leur promotion sociale en contribuant à leur insertion dans le secteur productif et à l'allègement des travaux domestiques.
- L'Association Honnoro de Tendouck qui regroupe l'ensemble des habitants et ressortissants originaires de Tendouck. Son but est de contribuer au développement socio-économique du village. À cet égard, toutes les associations qui travaillent pour le développement de Tendouck et pour la sauvegarde des intérêts moraux et sociaux de ses habitants et ressortissants se considèrent comme des démembrements de Honnoro où elles constituent des comités, des sections géographiques ou des cellules.